# Ricky Steamboat
Pour les articles homonymes, voir Ricky et Steamboat.
Richard Henry Blood, mieux connu sous le nom de Ricky « The Dragon » Steamboat, est un ancien catcheur américain né le 28 février 1953 à West Point.
Il est l'un des rares catcheurs à avoir incarné sur les ring un babyface pendant toute sa longue carrière. Il est connu pour son travail avec l'American Wrestling Association (AWA), la National Wrestling Alliance (NWA), la World Championship Wrestling (WCW) et la World Wrestling Federation (WWF).
Le 4 avril 2009, il devient Hall of Famer en étant introduit par Ric Flair lors de la cérémonie de WrestleMania XXV.

## Jeunesse
Blood a grandi à St. Petersburg et a été diplômé au Boca Ciega High School à Gulfport où il a pratiqué la lutte, obtenant le titre de champion de l'état de Floride. Il étudie ensuite au St. Petersburg College (en) où sa petite-amie de l'époque partage sa chambre avec la fille de Verne Gagne, le promoteur de l'American Wrestling Association.

## Carrière

### Débuts à l'American Wrestling Association et National Wrestling Alliance(1976-1985)
Blood s'entraîne à l'American Wrestling Association (AWA) auprès de Gagne ainsi que de l'Iron Sheik et commence sa carrière sous le nom de Dick Blood le 15 février 1976. En mai, il va en Floride où Eddie Graham, le promoteur de la Championship Wrestling of Florida, constate qu'il ressemble à Sam Steamboat (en) et décide de le présenter comme étant le neveu de Sam, Sam Steamboat Jr. avant de prendre le nom de Ricky Steamboat.
En 1977, il travaille principalement à la Mid-Atlantic Championship Wrestling où il devient le 15 juin champion Télévision de la National Wrestling Alliance (NWA) après sa victoire sur Ric Flair et perd ce titre le 12 octobre,. Le 21 octobre, il devient champion des États-Unis de la NWA en battant encore une fois Ric Flair, il perd ce titre le 1er janvier 1978 face à Blackjack Mulligan,.
Il commence à faire équipe avec Paul Jones (en) avec qui il remporte le championnat du monde par équipe de la NWA dans sa version Mid-Atlantic le 23 avril 1978 et le perdent le 7 juin,.

### World Wrestling Federation (1985-1988)
Lors de Wrestlemania III, il bat Randy Savage et devient Champion Intercontinental.

### Retour à la WCW (1991-1994)
Alors que les fans croyaient que Steamboat prenait sa retraite, celui-ci revint à la WCW vers novembre 1991 après avoir quitté la WWF à la suite d'un désaccord avec la direction. En effet,lors du Halloween Havoc 1991 juste avant le show,Barry Windham et Dustin Rhodes viennent juste d'arrivés et Bischoff allaient les interviewer mais Anderson et Zbysko les attaquent et Zbysko blessa le genou Windham avec la portière de sa voiture. Lors du Clash Of The Champions,on apercevait un homme déguisé en dragon et donc c'est le Dragon qui fait son retour triomphal en battant Arn Anderson & Larry Zbysko pour les WCW World Tag Team Championship avec Rhodes. Ils perdront leurs titres dans un house show le 12 janvier face à Anderson et Boby Eaton(qui est devenu un heel juste après Clash Of The Champions).
À partir de l'année 1994,Steamboat engage une feud avec son ancien rival Ric Flair pour le WCW World Heavyweight Championship en aboutissant le match à Spring Stampede ou le titre devenait vacant puisque les épaules des deux hommes était en même temps. La rivalité se prenait fin le 31 juillet 1994 à WCW Main Event ou Steamboat faisait équipe avec Sting en battant Ric Flair et le champion U.S. de la WCW Steve Austin. Le 28 aout 1994 à Clash of Champions,il obtient un match de revanche pour le WCW United States Heavyweight Championship et il bat Steve Austin ou il souffrait une blessure au dos. Lors à Fall Brawl,il donna son titre U.S. à Austin et donc finalement il est remplacé par Jim Duggan sous l'ordre du commissionnaire de la WCW Jim Bockwinkel,dont ce dernier remporte le titre rapidement.
Durant son convalescence,Steamboat fut viré par le président de la WCW Eric Bischoff par Federal Express sans raison.

### Apparitions à la WWE (2005-...)
Le 4 avril 2009, Steamboat est introduit au WWE Hall of Fame par Ric Flair. Lors de Wrestlemania XXV, il est associé à Jimmy "Superfly" Snuka et Roddy "Rowdy" Piper pour affronter Chris Jericho. The Dragon sera le dernier éliminé par Chris Jericho. Il fit partie du All-Star Tag Team match le 6 avril à Raw et l'emporta avec John Cena, Jeff Hardy, Rey Mysterio et CM Punk face à Edge, Kane, Matt Hardy, The Big Show et Chris Jericho.
Le 20 avril à Raw, Chris Jericho défie Ricky Steamboat pour un match à Backlash 2009. Celui-ci accepte. Lors de Backlash 2009, il perd face à Chris Jericho par abandon. Son fils Ricky Steamboat, Jr. signe un contrat avec la WWC le 15 août 2009, il commence à aider son fils à gagner des matchs contre multiples adversaires. Lors d'un match en équipe, lui et son fils battent Hiram Túa et Orlando Colón (cousin de Carlito et de Primo Colon). Plus Tard, son fils ira à la FCW école de développement de la WWE. Lors du Monday Night Raw du 28.06.2010, il se fait attaquer pas Nexus (les rookies de la saison 1 NXT).
Il souffrait d'un anévrisme et fut hospitalisé.
Il fait une apparition à WrestleMania XXX, aux côtés de nombreuses autres légendes tel que Ted Dibiase Sr.
Il fait une apparition à WrestleMania 31, aux côtés de Roddy Piper, Ric Flair, Bret Hart, Farooq, et Pat Paterson et Daniel Bryan pour célébrer la victoire de ce dernier.

## Palmarès
- National Wrestling Alliance
  - 1 fois Champion du Monde Poids-Lourds de la NWA[12]
  - 3 fois NWA United States Heavyweight Championship (Mid-Atlantic version/Undisputed)

- Pro Wrestling Illustrated
  - PWI Match of the Year :Ric Flair vs Ricky Steamboat (1989)[13]

- World Championship Wrestling
  - 1 fois WCW United States Heavyweight Champion[14]
  - 8 fois Champion du Monde par équipes de la WCW[15]

- World Wrestling Federation
  - 1 fois WWF Intercontinental Heavyweight Champion
  - Membre du WWE Hall of Fame

- Wrestling Observer Newsletter
  - Membre du Wrestling Observer Hall of Fame depuis 1996

- Membre du Professional Wrestling Hall of Fame and Museum depuis 2002